# Das schlafende Heer der heiligen Hedwig

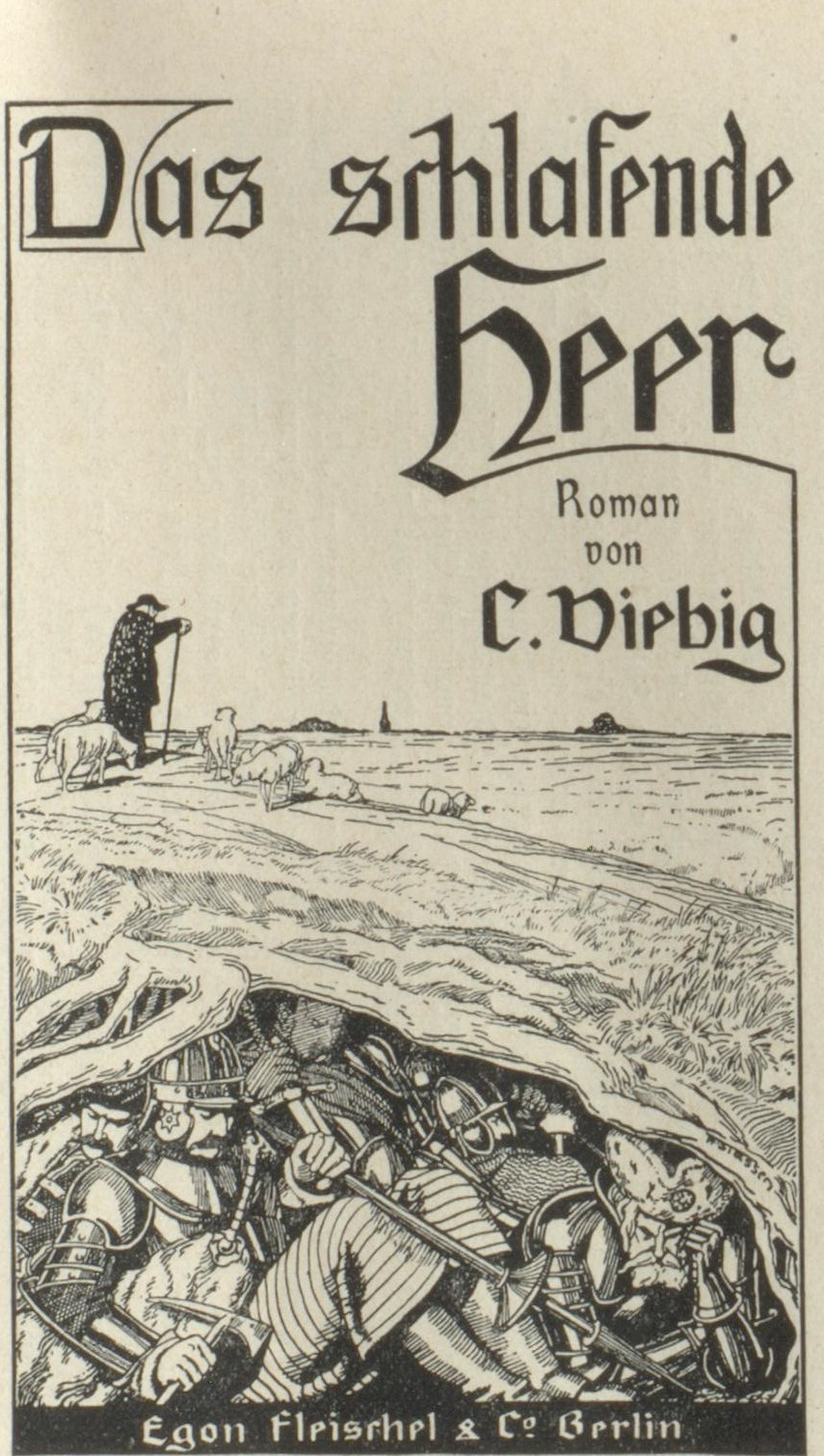
Buchumschlag von Franz Stassen für den Roman Das schlafende Heer von Clara Viebig von 1904

Das schlafende Heer der heiligen Hedwig ist eine in verschiedenen Varianten überlieferte schlesische Sage.

## Inhalt und historische Hintergründe
Der Grundinhalt aller Varianten dieser Sage ist, dass die heilige Hedwig mit einem schlafenden Heer unter der Erde ruht. Wenn Schlesien (oder Polen) in Gefahr sei, würden diese wieder aufstehen und das Land retten.
Der historische Hintergrund ist einerseits die hohe Verehrung, die die heilige Hedwig in Schlesien und weiteren deutsch- und polnischsprachigen Gegenden genießt, andererseits die Kämpfe ihres Sohnes Herzog Heinrich II. von Schlesien gegen die eingefallenen tatarischen Heere 1241.
Daraus entwickelte sich die Legende, dass die gefallenen schlesischen Krieger nur schlafen und unter ihrer Führung eines Tages wieder hervortreten würden. (Hedwig hatte aber bei den historischen Kämpfen wahrscheinlich keinen Einfluss auf die militärischen Aktivitäten ihres Sohnes.)

## Varianten
Es gibt verschiedene Orte, unter denen das schlafende Heer der heiligen Hedwig ruhen soll.
Die Bekanntesten sind unter der Kirche in Trebnitz (ihrem Sterbeort), in Schönwald bei Gleiwitz und in Roßberg bei Beuthen in Oberschlesien.
Eine späte Fassung der Legende lautete:

„Bei Gleiwitz liegt mitten in polnischer Umgebung das deutsche Dorf Schönwald und in dessen Nähe ein großer Wald. In diesem Walde schläft die heilige Hedwig mit einem Heere gewappneter Mannen. Nach der Schlacht bei Wahlstatt am 9. April 1241 ist sie hierher gekommen und mit ihrem Gefolge in einen tiefen Schlaf gesunken. Wenn man im Walde ist, kann man oft die tiefen Atemzüge der Schlafenden hören.

Wenn einst das Land in großen Gefahren vor den Heiden sein wird, dann wird die heilige Hedwig mit ihrem Heere erwachen und die Feinde schlagen.“

In Großpolen, der späteren preußischen Provinz Posen, hat sich die Sage in leicht veränderter Form für die Berge bei Moschin erhalten, wohin sie aus Schlesien unter der Erde gekommen sein sollen.

„In den Bergen von Moschin soll ein großes Polenheer – man spricht von 300.000 Mann – mit seiner Königin Jadwiga liegen. (...) Wenn ihre Zeit gekommen ist, werden sie hervorbrechen und unter der Anführung ihrer Königin Polen befreien.“

## Nachwirkungen
Die Sage wird in mehreren deutschen Sammlungen zwischen 1862 und 1931 in verschiedenen Fassungen erwähnt.
Bereits 1849 verwendete der polnische Autor Roman Zmorski die Variante aus Trebnitz in einer erweiterten Erzählung.
1904 nutzte die deutsche Schriftstellerin Clara Viebig den Titel für ihren Roman Das schlafende Heer, wobei sie sich auf die großpolnische Variante bezog, in der das schlafende Heer einst Polen befreien würde, wenn es in Not ist. Sie bezog dieses sinnbildlich auf den großen Unmut vieler Polen gegen die preußische Fremdherrschaft in der Provinz Posen.
In der Gegenwart werben mehrere polnische Städte wie Trzebnica (Trebnitz) mit der Sage in ihren Tourismusveröffentlichungen, es gab auch eine Laien-Theateraufführung in Murowana Goślina bei Poznań (2018).